# José de Almeida e Silva
José de Almeida e Silva (Viseu, 15 de Novembro de 1864 — Viseu, 1945) foi um pintor, desenhador e ilustrador português, mas também esporadicamente escultor, caricaturista, humorista, publicista e escritor, que se destacou pelo virtuosismo da sua obra, enquadrada nas correntes estéticas do realismo e naturalismo tardio, onde se decalcam ambientes de aprendizagem académica ligados a uma estética romântica.
José de Almeida e Silva estudou na Academia de Belas-Artes do Porto entre 1882 e 1890, tendo sido discípulo de Tadeu de Almeida Furtado, João Correia, António José da Costa e Soares dos Reis.
Nas várias expressões artísticas, contam-se a caricatura tendo colaborado ativamente em vários jornais o que o poderá ter prejudicado no acesso a uma bolsa no estrangeiro. A ilustração foi no início de actividade, uma meio de suporte financeiro, tendo colaborado em diversos periódicos e, tendo assumido a direção artística do Álbum Viziense.
Foi vogal correspondente do Conselho Superior dos Monumentos Nacionais (1902) e sócio correspondente da Real Associação de Arqueólogos e Arquitetos de Lisboa, tendo também fundado, em conjunto com outros, o Instituto Etnológico da Beira. Escreveu intensamente para jornais locais e nacionais, sendo dele as obras Pergaminhos e Quinze dias de estudo na Exposição dos Primitivos Portuguêses: A Escola de Pintura de Viseu.
Nas artes decorativas executou, em duas fases para o átrio dos Paços do Concelho de Viseu, uma evocação panegírica da cidade de Viseu e 24 medalhões com retratos dos Notáveis de Viseu, e o desenho de azulejos representando o Comércio e a Indústria. Pintou na casa onde viveu, um friso no qual representa uma alegoria às artes pictóricas e às letras, e seis efígies de pintores célebres, sendo Frans Hals, Velásquez, Rembrandt, Rafael, Rubens e Grão Vasco. Criou também um busto de Camões, em bronze, datado de 1913.